# Davide Manenti
Davide Manenti (* 16. April 1989 in Turin) ist ein italienischer Leichtathlet, der in den Sprintdisziplinen an den Start geht.

## Leben
Davide Manenti wuchs in seiner Geburtsstadt Turin auf. Im Alter von fünf Jahren begann er Fußball zu spielen und durchlief bis ins Alter von 17 Jahren die Nachwuchsmannschaften des Vereins Novara Calcio. 2004 fing er mit der Leichtathletik an. Seit 2009 trainiert er unter der Anleitung von Alessandro Nocera. Zu Manentis Hobbys zählt das Lesen; insbesondere die Werke von Oscar Wilde schätzt er. Er ist Fan des Fußballvereins Juventus Turin.

## Sportliche Laufbahn
Im Jahr 2007 nahm Manenti erstmals an nationalen Meisterschaften teil, damals wurde er Italienischer Vize-U20-Hallenmeister über 400 Meter. Ein Jahr darauf trat er über 200 Meter und zudem mit der Staffel bei den U20-Weltmeisterschaften in Bydgoszcz an. Über 200 Meter konnte er in das Halbfinale einziehen, in dem er auf dem insgesamt 21. Platz ausschied. Mit dem Staffel überstand er den Vorlauf nicht. 2010 wurde Manenti Italienischer U23-Meister über 200 Meter und konnte bei den Meisterschaften der Erwachsenen zudem den vierten Platz belegen. 2011 gewann er die Bronzemedaille bei den Italienischen Meisterschaften, bevor er im Juli bei den U23-Europameisterschaften in Ostrava antrat. Über 200 Meter zog er in das Halbfinale ein und verpasste mit Saisonbestleistung von 21,01 s als Zehnter knapp den Einzug in das Finale. Einen Tag später gewann er mit der 4-mal-100-Meter-Staffel die Goldmedaille.
2012 verbesserte er sich auf eine Zeit von 20,76 s über 200 Meter und erfüllte damit die Qualifikation für die Europameisterschaften in Helsinki. Dabei gelang ihm der Einzug in das Halbfinale, in dem er als 15. ausschied. Im August trat er mit der Staffel bei den Olympischen Sommerspielen in London an, bei denen man nach dem Vorlauf ausschied. 2013 wurde Manenti Italienischer Vizemeister über 200 Meter und nahm im Juni an den Mittelmeerspielen im türkischen Mersin teil. Über seine Paradestrecke belegte er den siebten Platz, während er mit der Staffel die Goldmedaille gewinnen konnte. 2015 trat er bei der Universiade in Gwangju an, bei der er mit einer Zeit von 20,82 s den fünften Platz belegte. Im Juli gewann er erstmals Gold bei den Italienischen Meisterschaften. 2016 verpasste er es als Zweiter seinen Meistertitel zu verteidigen, wenngleich er mit 20,44 s eine Zeit lief, die er seitdem bislang nicht unterbieten konnte. Folglich trat er im August bei den Europameisterschaften in Amsterdam an. Nachdem er im Halbfinale beinahe an seine Bestzeit herankam, belegte er im Finale mit 20,66 s den sechsten Platz. Mit der Staffel wurde er Fünfter. Im August trat er zum zweiten Mal mit bei Olympischen Sommerspielen an. Auch über 200 Meter gelang ihm der Einzug in das Halbfinale nicht.
2018 nahm Manenti zum zweiten Mal nach 2013 an den Mittelmeerspielen teil. Mit der Staffel konnte er erneut die Goldmedaille gewinnen, mit dem fünften Platz über 200 Meter verbesserte er sich leicht im Vergleich. Zwei Monate später trat er auch bei den Europameisterschaften in Berlin an. Über 200 Meter gelang ihm der Halbfinaleinzug, in dem er als Fünfter seines Laufs ausschied. Mit der Staffel wurde er nach dem Vorlauf, aufgrund einer Bahnübertretung, disqualifiziert. 2019 trat er mit der Staffel zunächst bei den IAAF World Relays in Yokohama an, bei denen die vier Läufer zwar das Finale erreichten, dieses allerdings nicht zu Ende laufen konnten. Später startete er mit dieser Staffel auch bei den Weltmeisterschaften in Doha. Wenngleich für sie auf Platz 10 liegend, nach dem Vorlauf das Ausscheiden folgte, stellte das Quartett in 38,11 s dennoch einen neuen Nationalrekord auf. Der ehemalige hatte zuvor seit 2010 bei 38,17 s gelegen. Im Mai 2021 gewann Manenti, zusammen mit seinen Teamkollegen, die Silbermedaille im 4 × 100-m-Staffelwettbewerb bei den World Athletics Relays in Chorzów.

## Wichtige Wettbewerbe
| Jahr                | Veranstaltung             | Ort                 | Platz               | Disziplin           | Zeit / Weite        |
| Startet für Italien | Startet für Italien       | Startet für Italien | Startet für Italien | Startet für Italien | Startet für Italien |
| ------------------- | ------------------------- | ------------------- | ------------------- | ------------------- | ------------------- |
| 2008                | U20-Weltmeisterschaften   | Bydgoszcz           | 21.                 | 200 m               | 21,67 s             |
| 2008                | U20-Weltmeisterschaften   | Bydgoszcz           | 9.                  | 4 × 100 m           | 40,41 s             |
| 2011                | U23-Europameisterschaften | Ostrava             | 10.                 | 200 m               | 21,01               |
| 2011                | U23-Europameisterschaften | Ostrava             | 1.                  | 4 × 100 m           | 39,05 s             |
| 2012                | Europameisterschaften     | Helsinki            | 15.                 | 200 m               | 21,07 s             |
| 2012                | Olympische Sommerspiele   | London              | 14.                 | 4 × 100 m           | 38,58 s             |
| 2013                | Mittelmeerspiele          | Mersin              | 7.                  | 200 m               | 20,86 s             |
| 2013                | Mittelmeerspiele          | Mersin              | 1.                  | 4 × 100 m           | 39,06 s             |
| 2015                | Universiade               | Gwangju             | 5.                  | 200 m               | 20,82 s             |
| 2016                | Europameisterschaften     | Amsterdam           | 6.                  | 200 m               | 20,66 s             |
| 2016                | Europameisterschaften     | Amsterdam           | 5.                  | 4 × 100 m           | 38,69 s             |
| 2016                | Olympische Sommerspiele   | Rio de Janeiro      | 34.                 | 200 m               | 20,51 s             |
| 2018                | Mittelmeerspiele          | Tarragona           | 5.                  | 200 m               | 20,96 s             |
| 2018                | Mittelmeerspiele          | Tarragona           | 1.                  | 4 × 100 m           | 38,49 s             |
| 2018                | Europameisterschaften     | Berlin              | 19.                 | 200 m               | 20,81 s             |
| 2018                | Europameisterschaften     | Berlin              |                     | 4 × 100 m           | DSQ                 |
| 2019                | IAAF World Relays         | Yokohama            |                     | 4 × 100 m           | DNF                 |
| 2019                | Weltmeisterschaften       | Doha                | 10.                 | 4 × 100 m           | 38,11 s             |
| 2021                | World Athletics Relays    | Chorzów             | 2.                  | 4 × 100 m           | 39,21 s             |

## Persönliche Bestleistungen
Freiluft
- 200 m: 20,44 s, 26. Juni 2016, Rieti

Halle
- 60 m: 6,86 s, 26. Februar 2012, Ancona